# Casshern Sins
Casshern Sins (キャシャーン Sins, Kyashān Sins) é um remake da clásica série de anime Neo-Human Casshern, produzida por Tatsunoko Productions e animada por Madhouse. Estreou no Japão em 01 de outubro de 2008.
A série descartou completamente a continuidade apresentada na série original de Neo-Human Casshern, onde Casshern era un superheroi cibernético que lutava contra as malíguinas forças robóticas de Braiking Boss em um mundo pós-apocalíptico. Na nova série, Casshern é apresentado como um cyborg, subordinado de Braiking Boss, tendo ordens para assassinar o salvador da humanidade, condenando, assim, a Terra a sua ruína.
A adaptação desta série em mangá foi anunciada e, atualmente, está sendo serializada pela Jive's Monthly Comic Rush Magazine.

## História
Criado como um reinício da franquia Casshern, Casshern Sins narra a história de um mundo onde os robôs subjulgaram a humanidade. O líder dos robôs, Braiking Boss, governa todo o mundo com mãos de ferro. Um dia, uma misteriosa garota chamada Luna é chamada pelos humanos para trazer a salvação da humanidade. Temendo uma possível ameaça, Braiking Boss envia os três guerreiros cyborgs mais poderosos para matar Luna: Casshern, Dio e Leda. Casshern, o cyborg mais forte, consegue localizar e matar Luna, entretanto, isto provoca um cataclismo que, eventualmente, resultará no fim do mundo. Centenas de anos depois, a atmosfera da Terra está envenenada e a humanidade está à beira da extinção.
Os robôs, entretanto, temem a morte tanto quanto os humanos, pois o ambiente venenoso faz com que seus corpos mecânicos se corroam e deteriorem rapidamente, forçando-os a reparar suas partes danificadas constantemente. Nesta situação, Casshern, que havia desaparecido depois do assassinato de Luna, regressa sem memória. Assim, embarcando em uma jornada para descobrir a verdade sobre si mesmo, Casshern vai descobrir a sua verdadeira finalidade e destino.

## Personagens

### Principais
Casshern (キャシャーン, Kyashān)Seiyuu: Tohru Furuya
O protagonista da série. Originalmente um subordinado de Braiking Boss e o guerreiro mais forte do exército de robôs. Com um avançado corpo cibernético e reflexos rápidos, pode destruir a qualquer oponente. Braiking Boss ordenou que Casshern matasse Luna, após cumprir a missão, desapareceu. Regressando centenas de anos depois sem memória. De alguma maneira tem a habilidade de regenerar seu corpo de forma dolorosa depois de uma lesão.
Enquanto viaja para descobrir o que aconteceu, e para se redimir, Casshern encontra pessoas que foram afetadas pelo cataclismo, bem como várias outras que tentam matá-lo, pois acreditam que derrotando-o poderão se salvar.
Lyuze (リューズ, Ryūzu)Seiyuu: Nami Miyahara
Um robô feminino que persegue Casshern buscando vingar sua irmã e convencida de que Casshern é uma calamidade. Depois do cataclismo, sua irmã Liza foi ferida por Casshern quando tentava proteger Luna, vindo a morrer por corrosão.
No entanto, ela hesita quando Casshern permite a ela a chance de matá-lo, e é incapaz de fazê-lo. Em vez disso, ela começa a seguir e acompanhar Casshern em sua jornada, eventualmente, desenvolver sentimentos por ele. Ela finalmente encontra Luna com a ajuda de Casshern e outros, mas perdeu o respeito e interesse por Luna, logo que ela sabia o verdadeiro significado da salvação de Luna. Ela decide viver com Casshern, Ringo, Oji, e Friender.
Ringo (リンゴ)Seiyuu: Yuko Minaguchi
Uma jovem que faz amizade com Casshern, ela consegue manter sua inocência apesar de crescer em um mundo destruído. Apesar de assistir Casshern impiedosamente destruir um robô, a fim de salvá-la, ela continua a ter fé nele. Sendo cuidada por Ohji, os dois testemunham o empenho de Casshern.
Ohji (オージ, Ōji)Seiyuu: Yūichi Nagashima
Um cientista que faz manutenção de robôs, ele é guardião de Ringo. Originalmente um cientista que trabalha para Braiking Boss, ele é o criador de Casshern, Dio e Leda. Atingido por culpa do que tinha feito, ele tenta se matar, mas encontra Ringo como um bebê, e continua a viver por ela. Depois de encontrar Casshern, ele segue e cuida dele. Perto do final do anime, ele também parece perder o interesse na salvação de Luna e decidiu viver com os outros, tentando fazer Ringo feliz com qualquer coisa que ele pode fazer.
Friender (フレンダー, Furendā)
Um cão robô que vivia em uma comunidade de robôs que pacificamente aceita a morte. Friender não apresenta qualquer sinal de deterioração. Depois de Casshern destruir toda a comunidade, ele o segue com cautela. Ele intervem principalmente para parar Casshern sempre que ele fica furioso.

### Secundários
Luna (ルナ, Runa)Seiyuu: Akiko Yajima
Uma garota misteriosa convocada pela raça humana para a salvação, Luna era conhecido como "o sol que é chamado lua", e foi apelidada de "Fonte da Vida" - uma encarnação viva para o mundo. Considerada como uma ameaça, Braiking Boss envia Casshern, Dio, e Leda para matá-la. Casshern com sucesso o faz, e provoca a destruição do mundo. Há indícios de que ela continua a existir de alguma forma, e alguns seres humanos e robôs começaram a procurá-la, na esperança de salvação. Casshern pesquisa para ela encontrar a causa do estado do mundo, e a razão por trás de sua aparente imortalidade. Aparentemente, a Luna que encontram é real. No entanto, ela não gosta de morte e os desejos de matar qualquer um que cheira a morte.
Braiking Boss (ブライキング・ボス, Buraikingu Bosu)Seiyuu: Kenji Utsumi
Líder e comandante do exército de robôs. Após ter dominado a humanidade durante séculos, Luna foi chamada para detê-lo. Como aquele que ordenou o assassinato de Luna, foi a verdadeira causa da destruição do mundo. Está sempre observando as ações de Casshern.
Dio (ディオ)Seiyuu: Toshiyuki Morikawa
Um robô construído idêntico a Casshern, ele, juntamente com Casshern e Leda, foi enviado para matar Luna. Deseja deter a ruína e governar o mundo, tomando o lugar do Braiking Boss. Para isso, ele tenta organizar um exército de robôs.
Leda (レダ, Reda)Seiyuu: Mami Koyama
Um robô feminino criado juntamente com Casshern e Dio. Auxilia Dio na restauração do exército de robôs e demonstra carinho por ele. Ajuda Dio a se retirar, quando ele começa a passar por cima dos seus limites, pondo em risco seu bem estar.
Dune (ドゥーン, Dūn)Seiyuu: Yuto Nakano
Um robô gravemente deteriorado. É um poderoso robô que foi designado como guarda-costas de Luna. Era chamado de "Deus da morte". Incapaz de deter Casshern, busca vingança, apesar de estar gravemente debilitado.

### Poderes
Imortalidade: Não importa a forma que ataquem Casshern, ele vai regenerar. Mesmo que as vezes demore dias para regenerar, dependendo de quanto ele estiver machucado. Casshern é o único no anime que tem imortalidade,  e sua regeneração está em nivel célular e nanotecno.
Super velocidade: Por conter as neo-celulas, Casshern já consegue uma velocidade anormal, e com o lado robô ele tem a velocidade de um relâmpago. Algumas cenas no anime mostram a velocidade de Casshern que está além da percepção de muitos outros personagens, como quando ele ataca os robores sem eles perceberem o que aconteceu. (Filme no qual o anime se inspira, menciona a armadura lhe dar uma velocidade "relâmpago")
Super vôo: Na mesma velocidade que ele corre ele voa. Parece que a velocidade dele é atravez de dois propulsores que ficam em sua cintura.
Super força: Não se sabe em medida a força de Casshern, mas durante o anime ele é capaz de destruir minérios preciosos com facilidade e destruir vários tipos de metais como aço, titânio, e entre outros também com facilidade, e até mesmo atravessando robores e montanhas com se tivesse nada na frente.
"A Destruição": "A Destruição" começou quando Casshern matou Luna, e não se sabe o motivo, mas tudo começou depois desse momento. "A Destruição tinha um poder catastrófico, pois destruia tudo que existia no mundo, seres vivos, robores, cidades, e estava se espalhado pelo mundo todo.
Emanação de energia: Ele não tinha emanação em rajadas, porém, ficavam ao redor do seu corpo destruindo o que tinha ao seu redor. Até mesmo quando luta na água faz grande quantidade flutuar e se afastar, como se estivese abrindo o mar ou quando ele fazia crateras no chão com essa energia. Parece que a causa da "Destruição" é essa emanação de energia.
De: José Luís Caetano da Silva Segundo